# Nana
Nana je žensko osebno ime.

## Izvor imena
Ime Nana je različica ženskega osebnega imena Ana.

## Pogostost imena
Po podatkih Statističnega urada Republike Slovenije je bilo na dan 31. decembra 2007 v Sloveniji število ženskih oseb z imenom Nana: 105.

## Osebni praznik
Osebe z imenom Nana lahko godujejo takrat kot osebe z imenom Ana.

## Znane osebe
- Nana Mouskouri, grška pevka in političarka
- Nana Forte, slovenska skladateljica in sopranistka